# Madison (South Dakota)
 For alternative betydninger, se Madison. (Se også artikler, som begynder med Madison)
Madison er en amerikansk by og administrativt centrum for det amerikanske county Lake County i staten South Dakota. I 2000 havde byen et indbyggertal på 6.540.

## Ekstern henvisning
- Madisons hjemmeside (engelsk)

44°00′28″N 97°06′53″V / 44.0078°N 97.1147°V